# Charles de Saint-Etienne de La Tour
Charles de Saint-Etienne de La Tour (Champagne, 1593 – Port La Tour, 1666) è stato un esploratore francese, colono e governatore dell'Acadia.

## Biografia
Il 25 febbraio 1610 Charles de La Tour partì da Dieppe nella spedizione di Jean de Poutrincourt de Biencourt; questa spedizione doveva riconquistare la colonia di Port-Royal, passata in mani inglesi. Dopo la distruzione di Port-Royal avvenuta nel 1613 a seguito della scorribanda di Samuel Argall, Biencourt e i suoi uomini, tra cui anche La Tour, dovettero vivere con gli indiani senza ricevere aiuti dalla madrepatria. Quando Biencourt morì nel 1623, La Tour divenne il capo della piccolissima colonia. Poco dopo, insieme ai suoi uomini, costruì un forte, Fort Lomeron, nei pressi nell'isola di Cap Sable.
Nel 1627, dopo lo scoppio della guerra tra Francia e Inghilterra, Charles La Tour scrisse al re e a Richelieu per ricevere rinforzi. Gli aiuti promessi a La Tour non arrivarono perché la Nuova Francia era assediata dalle navi dei fratelli Kirke. Intanto il padre Claude era passato dalla parte degli anglo-scozzesi e, dopo aver incontrato il figlio a Fort Lomeron, pregò Charles di cambiare bandiera. Charles rifiutò la proposta del padre con energia. Il padre attaccò il forte, ma il Fort Lomeron resistette. Poco dopo due navi della Compagnia della Nuova Francia a Fort Lomeron con degli approvvigionamenti e anche con degli artigiani per potenziare la colonia Bernard Marot portò a La Tour una lettera con la quale veniva fatto capo della colonia. Charles permise di far rientrare il padre Claude a Cap Sable.
Poiché la Francia tornava ad interessarsi dell'Acadia, La Tour fece costruire un emporio fortificato sulle foci del fiume Saint Jean. La Tour pensava che questo insediamento poteva fermare le ambizioni inglesi in questa regione. La Tour inviò subito un emissario in Francia per chiedere soldi, uomini e materiale per poter realizzare il suo progetto. L'8 febbraio 1631 Luigi XIII firmò un decreto regio con il quale La Tour diventava luogotenente generale in Acadia. Una volta ricevuto i materiali, il forte venne costruito, venne chiamato Fort Sainte-Marie; Jean-Daniel Chaline fu il primo comandante. Il nuovo forte venne attaccato nel 1632 dalle truppe scozzesi di Andrew Forrester l'8 settembre 1632. Un mese dopo La Tour attaccò a sua volta la postazione anglo-scozzese insediata a Port-Royal.
Il Trattato di Saint-Germain-en-Laye restituì l'Acadia e il Canada alla Francia. Isaac de Razilly venne nominato governatore dell'Acadia. Arrivato a La Have nell'autunno del 1632, riprese possesso di Port-Royal, presso l'odierna Annapolis Royal. Poiché tutta l'Acadia era sotto dominazione francese, La Tour tornò in madrepatria per ottenere la delimitazione tra la sua zona e quella di Razilly. Nel suo soggiorno in Francia, La Tour ingaggiò alcuni coloni. Per un periodo l'Acadia aveva due governatori francesi; apparentemente Razilly e La Tour andavano d'accordo. Dopo la morte di Razilly, avvenuta nel 1635, ci fu un periodo di conflitti tra le due colonie franco-acadiane.
Il successore di Isaac de Razilly doveva essere il fratello Claude, tuttavia delegò al cugino Charles de Menou d'Aulnay il governo dell'Acadia. La Tour e d'Aulnay, entrambi uomini ambiziosi, non tardarono a entrare in conflitto. Nel 1636 la Compagnia dei Cento Associati accordò a La Tour la possibilità di costruire un emporio a Pentagouet sul fiume Penobscot, ma nel 1638 il re decise diversamente e questo trading post passò a D'Aulnay. I ministri del re, nella loro ignoranza del territorio, suddivisero male i territori di competenza dei due governatori, così le tensioni si aggravarono, tanto che D'Aulnay e La Tour vennero alle mani nel 1640. La Tour venne inoltre accusato da D'Aulnay di tradimento. Nel 1642 La Tour ricevette l'ordine da D'Aulnay che doveva tornare in Francia.
Charles de La Tour e sua moglie Françoise-Marie Jacquelin decisero che solo lei fosse tornata in Francia, mentre egli sarebbe rimasto in Acadia per proteggere meglio i suoi interessi. Tornata in Francia, la moglie di La Tour riuscì ad ottenere dalla Compagnia una nave con nuovi approvvigionamenti e soldati al seguito. Partita nell'aprile del 1643, la nave fu bloccata nella Baia di Fundy da tre vascelli di Aulnay. Tuttavia La Tour riuscì a salire nella nave con il favore delle tenebre e convinse il comandante a recarsi a Boston. A Boston La Tour fece vedere l'autorizzazione che aveva ricevuto dalla Compagnia che Aulnay si rifiutava di far passare. La Tour ottenne anche il permesso di assicurarsi un aiuto privato e, dopo aver ipotecato i suoi beni a favore del generale Edward Gibbons, poté affittare quattro navi e reclutare un certo numero di soldati.  
Vedendo questa flotta nella Baia di Fundy, Aulnay si rifugiò a Port-Royal dove venne processato da La Tour per reclamare il risarcimento delle perdite che aveva subito, ma Aulnay rifiutò di negoziare. La Tour attaccò e distrusse la postazione di Aulnay. Aulnay portò le sue lamentele a corte, accusando La Tour di tradimento per essersi alleato agli inglesi. Così La Tour cadde in disgrazia e alla moglie, tornata in Francia per chiedere nuovi aiuti, venne impedito di lasciare il paese. Françoise-Marie dovette fuggire in Inghilterra con un travestimento.
Avendo guadagnato il favore del re e l'imparzialità degli inglesi, Aulnay cominciò allora di organizzare un esercito per scacciare La Tour. Nel febbraio 1645, mentre La Tour era assente, le truppe di Aulnay attaccarono Fort Sainte-Marie, ma vennero respinte. Nel mese di aprile Aulnay venne a sapere che La Tour si trovava ancora a Boston in cerca di viveri, così si decise di attaccare nuovamente il forte; stavolta l'attacco fu vittorioso. Le notizie della presa del forte e della morte di sua moglie arrivarono a La Tour quando egli stava organizzando i soccorsi.
L'anno seguente La Tour si recò a Québec. Il governatore Montmagny ricevette calorosamente La Tour e lo ospitò nel castello Saint-Louis. Negli anni successivi si occupò attivamente della tratta delle pellicce, aiutò i Gesuiti a perseguire la loro opera missionaria e combatté contro gli Irochesi. Nel 1650 venne a sapere che D'Aulnay morì, dopodiché tornò in Francia per giustificare la sua condotta, ritrovando anche il favore del re, così venne gettato su Aulnay la responsabilità delle lotte sanguinarie in Acadia degli anni precedenti.
La Tour, dopo aver recuperato i suoi beni e il suo incarico di governatore, riunì le famiglie di coloni dell'Acadia, tra cui quella del suo amico d'infanzia Philippe Mius d'Entremont per prendere il volo verso Port-Royal nell'estate del 1653. Presentò a Jeanne Motin, moglie di Aulnay, un'ordinanza del re che gli restituiva il forte. Sia La Tour che la vedova di Aulnay avevano voglia di porre fine alla rivalità tra le due fazioni in Acadia, tanto che proprio La Tour sposò la vedova del suo rivale in seconde nozze. Poco dopo Emmanuel Le Borgne arrivò a Port-Royal per il rimborso dei debiti che Aulnay aveva contratto con questi. Constatando l'assenza di La Tour, Le Borgne ne approfittò per accaparrarsi più pellicce possibile. L'anno dopo Le Borgne tentò di assediare Fort Sainte-Marie, ma fallì.
Nel 1654 sir Oliver Cromwell ordinò una spedizione comandata da Robert Sedgwick per conquistare port Saint-Jean. La Tour dovette arrendersi visto la superiorità numerica degli inglesi. Venne fatto prigioniero e portato in Inghilterra. La Tour poté parlare con Cromwell soltanto nel 1656; chiese che gli fossero restituiti i suoi beni dato che l'azione era avvenuta in tempo di pace. Cromwell rifiutò le richieste, concedendo solamente che La Tour venisse fatto baronetto della Nuova Scozia, titolo ereditato dal padre, a condizione che prestasse giuramento di fedeltà all'Inghilterra e restituisse il denaro che doveva ai mercanti di Boston e che pagasse i costi del mantenimento della guarnigione a Saint-Jean. Scoraggiato per questi avvenimenti, Charles La Tour accettò le condizioni. Per raccogliere questa somma, La Tour si associò con alcuni mercanti inglesi, tuttavia vendette ben presto i suoi diritti in Acadia ai due soci. Charles si ritirò con la moglie a Cap Sable dove morì nel 1666.